# Zeni Geba
Zeni Geba è un dorama stagionale invernale prodotto e mandato in onda da Nippon Television nel 2009 in 9 puntate, con Ken'ichi Matsuyama che interpreta il ruolo del protagonista. Tratto dal manga omonimo degli anni '70 di George Akiyama.

## Cast
- Ken'ichi Matsuyama - Gamagori Futaro (23) e  Nonomura Shinichi (ep4,6)
- Ryusei Saito - Futaro da bambino (11)
- Mimura as Mikuni Midori (24)
- Daisuke Miyagawa - Ogino Satoshi (36)
- Haruka Kinami - Mikuni Akane (21)
- Anna Ishibashi - Nonomura Yuka (16)
- Hiroki Suzuki - Sugeta Jun (25)
- Seiko Takuma - Nonomura Haruka (34)
- Shiho - Kuwata Haruko (19)
- Kei Yamamoto - Mikuni Joji (56)
- Kaoru Okunuki - Gamagori Momoko (35) e Hiroko (ep6)
- Ken Mitsuishi - Nonomura Yasuhiko (48)
- Ryo (attrice) - Nonomura Shoko (36)
- Kippei Shiina - Gamagori Kenzo (45)

### Star ospiti
- Tomorowo Taguchi - Terada (ep1-2)
- Koen Kondo - Ogino Hiroshi (ep1)
- Ei Morisako - Midori da bambina (ep1-2)
- Raruko Tane - homeless woman (ep1)
- Naoko Miya - school official (ep1)
- Yuichi Yasoda - dottore (ep1)
- Kento Harada - (ep1-2)
- Futami Uesugi - (ep1)
- Nobuyoshi Hisamatsu - (ep1)
- Yasuyuki Hirano - (ep1)
- Kakeru Yoshida - (ep1-2)
- Kenta Miyasaka - bully (ep1-2)
- Kenji Kasuya - bully (ep1-2)
- Ruuku (ルウク) (ep1-2)
- Kanato Tanihata - (ep2)
- Ryo Imamura - (ep2)
- Hinata Sasaki - (ep2)
- Kazuya Nakajima - (ep2)
- Tadashi Okada - (ep2)
- Kei Tanaka - Shirakawa Masaki (ep2-3)
- Bozuko Masana - Tanabe (ep2-3)
- Natsuko Someya - (ep2)
- Sachiko Kurosawa - (ep2)
- Akira Kubodera - (ep2)
- Yoko Fuse - (ep2)
- Tokio Emoto - Edano Yoshio (ep4-5)
- Arashi Fukasawa - Ogino Masayoshi (ep6)
- Yuko Miyamoto - Ogino Kanae (ep6)

## Sigla
Sayonara dei Kariyushi 58